# Distribucions t plegada i mitja t
En estadístiques, les distribucions t plegada i mitja t es deriven de la distribució t de Student prenent els valors absoluts de les variables. Això és anàleg a les distribucions estadístiques normals plegades i mitjanes que es deriven de la distribució normal.

## Definicions
La distribució t plegada no estandarditzada és la distribució del valor absolut de la distribució t no estandarditzada amb {\displaystyle \nu } graus de llibertat; la seva funció de densitat de probabilitat ve donada per
{\displaystyle g\left(x\right)\;=\;{\frac {\Gamma \left({\frac {\nu +1}{2}}\right)}{\Gamma \left({\frac {\nu }{2}}\right){\sqrt {\nu \pi \sigma ^{2}}}}}\left\lbrace \left[1+{\frac {1}{\nu }}{\frac {\left(x-\mu \right)^{2}}{\sigma ^{2}}}\right]^{-{\frac {\nu +1}{2}}}+\left[1+{\frac {1}{\nu }}{\frac {\left(x+\mu \right)^{2}}{\sigma ^{2}}}\right]^{-{\frac {\nu +1}{2}}}\right\rbrace \qquad ({\mbox{per}}\quad x\geq 0)}
La distribució de mitja t resulta com el cas especial de {\displaystyle \mu =0}, i la versió estandarditzada com el cas especial de {\displaystyle \sigma =1}.
Si {\displaystyle \mu =0}, la distribució t plegada es redueix al cas especial de la distribució mitja t. Aleshores, la seva funció de densitat de probabilitat es simplifica a
{\displaystyle g\left(x\right)\;=\;{\frac {2\;\Gamma \left({\frac {\nu +1}{2}}\right)}{\Gamma \left({\frac {\nu }{2}}\right){\sqrt {\nu \pi \sigma ^{2}}}}}\left(1+{\frac {1}{\nu }}{\frac {x^{2}}{\sigma ^{2}}}\right)^{-{\frac {\nu +1}{2}}}\qquad ({\mbox{per}}\quad x\geq 0)}
Els dos primers moments de la distribució de mitja t (expectativa i variància) estan donats per:
{\displaystyle \operatorname {E} [X]\;=\;2\sigma {\sqrt {\frac {\nu }{\pi }}}{\frac {\Gamma ({\frac {\nu +1}{2}})}{\Gamma ({\frac {\nu }{2}})\,(\nu -1)}}\qquad {\mbox{per}}\quad \nu >1}
i
{\displaystyle \operatorname {Var} (X)\;=\;\sigma ^{2}\left({\frac {\nu }{\nu -2}}-{\frac {4\nu }{\pi (\nu -1)^{2}}}\left({\frac {\Gamma ({\frac {\nu +1}{2}})}{\Gamma ({\frac {\nu }{2}})}}\right)^{2}\right)\qquad {\mbox{per}}\quad \nu >2}